# Севастьянов Всеволод Денисович
Всеволод Денисович Севастьянов (6 червня 1929,  с. Чемерівці Кам’янець-Подільської (тепер – Хмельницької обл.)–  27 березня 2013, Одеса) – зоолог, фахівець-акаролог. Доктор біологічних наук (1980), професор (1982), лауреат Державної премії в галузі науки і техніки СРСР (1980).

## Біографія
Народився Всеволод Денисович Севастьянов 6 червня 1929 р. у селі Чемерівці Кам’янець-Подільської (тепер Хмельницької) області у сім’ї колгоспника та медсестри.
У 1953 р. закінчив біологічний факультет Одеського державного університету (нині – Одеський національний університет імені І. І. Мечникова) і почав трудову діяльність на кафедрі зоології безхребетних на посаді лекційного асистента.
У 1956 р. захистив кандидатську дисертацію на тему: «О стимулирующем влиянии естественных и синтетических стимуляторов роста растений на организм медоносной пчелы и предпосылки их применения в пчеловодстве».
Працював старшим викладачем, доцентом (з 1961 р.), завідувачем кафедри зоології безхребетних ОДУ (нині – Одеський національний університет імені І. І. Мечникова) (1976-1986).
У 1979 р. В. Севастьянов захистив докторську дисертацію на тему: «Клещи когорты Tarsonemina и надсемейства Anoetidea фауны СССР».
У 1980 р. отримав звання доктора наук та був затверджений у званні професора (1982).
Працював завідувачем кафедри зоології та гідробіології, утвореної в результаті злиття кафедр зоології безхребетних, зоології хребетних та гідробіології (1986–1990). У зв’язку з відновленням самостійності кафедри гідробіології став завідувачем кафедри зоології ОДУ (нині – Одеський національний університет імені І. І. Мечникова) (з 1990 р.).
23 березня 2013 р. помер В. Севастьянов в Одесі.

## Наукова діяльність
Наукову роботу почав ще студентом під керівництвом доцента П. І. Єгорова, який прищепив Всеволоду Денисовичу любов до експериментальних досліджень. Працював над проблемою впливу стимуляторів росту рослин (ауксинів або фітогормонів) на медоносну бджолу. Довів, що, саме гетероауксин стимулює овогенез у медоносної бджоли, і, таким чином, не існує прірви у фізіологічній дії цих речовин на рослини та безхребетних тварин. Всебічно вивчив регіональну фауну окремих систематичних груп кліщів — жителів ґрунту. Його цікавила проблема форезії кліщів, використання ними комах та інших тварин як транспорту для розселення. В результаті дійшов до висновку, що кліщі знаходяться у стадії біологічного прогресу, і кількість видів кліщів, ще невідомих науці, досягає кількох сотень тисяч.
Особисто та разом з учнями-аспірантами та співробітниками кафедри — виявив в природі та описав 177 нових для науки видів кліщів.
Як співавтору двох томів тритомного «Определителя обитающих в почве клещей» (М. : Наука, 1975, 1978) присуджена Державна премія СРСР (1980). Також нагороджений нагрудним знаком Вищої школи СРСР «За отличные успехи в работе».
Автор 160 наукових праць, в тому числі співавтор чотирьох монографій; учасник багатьох міжнародних форумів (наприклад, XIII Міжнародного ентомологічного конгресу та IX Міжнародного колоквіуму ґрунтової зоології). Педагогічна робота полягала у вдосконаленні методики викладання зоології в університетах та у підготовці наукових та педагогічних кадрів.

## Праці
- О распространении и роли стимуляторов роста растений в животном организме / В. Д. Севастьянов // Успехи совр. биологии. – 1958. — Т. 46, вып. 2/5. — С. 194-207.
- Виробнича енциклопедія бджільництва / В. Д. Севастьянов. — Київ : Урожай, 1966. — 99 с.
- Принципы построения естественной системы клещей группы семейств Tarsonemina (Trombidiformes) / В. Д. Севастьянов // Морфология и диагностика клещей. — Л., 1977. — С. 56-69.
- Акаролог ведет поиск / В. Д. Севастьянов, Р. М. Короткий. – М. : Агропромиздат, 1985. – 135 с.
- Обзор клещей рода Pediculaster Vitz. (Pygmephoridae) фауны мира / В. Д. Севастьянов // Тр. Всесоюз. энтомол. о-ва. — 1988. — Т. 70. — С. 217-222.
- Новые виды клещей когорты Tarsonemina (Trombidiforшes) из Туркменистана, Украины и Российской Федерации / В. Д. Севастьянов, П. Р. Хыдыров, Т. Н. Маруш // Вестник зоологии. – 1994. – №. 6. – С. 3–10.
- Попередній опис колекції жуків І. Б. Бертольді (повідомлення друге) / В. Д. Севастьянов // Вісник Одеського державного університету. – Одеса, 2001. – Т. 6, вип.1: біологія. – С. 222–226.
- Огляд та визначник кліщів роду Calvolia (Saproglyphidae) / В. Д. Севастьянов, Д. А. Ківганов, Н. А. Джарма // Вісник Одеського національного університету. – 2005. – Т. 10, Вип. 3: Біологія. – С. 114-120.
- Коллекция голотипов сапробионтных клещей зоологического музея ОНУ / В. Д. Севастьянов // Известия Музейного фонда им. А. А. Браунера. – 2006. – Т. 3, № 3. – С. 1-11.
- New species of mites of the genus Bakerdania (Acari: Heterostigmata: Pygmephoroidea) from the Black See shore of Russia / A. A. Khaustov, V. D. Sevastianov // Acarina. – 2006. – V. 14, № 1. – P. 109-111.